# Fernmeldeturm Puttgarden
Der Fernmeldeturm Puttgarden ist ein Fernmeldeturm der Deutschen Telekom AG in Stahlbetonbauweise in Puttgarden in Schleswig-Holstein. Der als Typenturm vom Typ FMT 11 ausgeführte Turm ist mit 115 Metern Gesamthöhe das höchste Bauwerk in Puttgarden. 